# Udskudt skat
Udskudt skat anvendes indenfor regnskabsvæsen, hvor forskelle mellem skatteregnskabet og årsregnskabet kan føre til, at de to regnskaber viser forskellige skat for et givent år.

## Tidsmæssige afvigelser
Forskellen i resultat mellem årsregnskabet og skatteregnskabet kan opstå, fordi de to regnskaber har forskellige regler for hvad og hvornår indtægter og omkostninger medregnes.
Forskelle som aldrig udlignes betegnes permanente afvigelser. Man kunne fx tænke sig, at omkostninger til korruption ikke kunne trækkes fra i skatteregnskabet, mens det i årsregnskabet trækkes fra, idet det visse steder er en (ulovlig men) normal del af forretninger. Forskellen bevirker, at det skattepligtige overskud bliver større end årsregnskabets overskud, og at skatten derfor bliver større end man umiddelbart skulle forvente ud fra sidstnævnte. Et konkret dansk eksempel på permanente afvigelser er repræsentation, som i skatteregnskabet kun må fratrækkes med 25%. Permanente afvigelser giver ikke anledning til udskudt skat.
Andre forskelle skyldes tidsmæssige afvigelser, som kan skyldes at indtægter eller omkostninger optræder i forskellige indkomstår i de to regnskaber. Et typisk eksempel herpå er afskrivninger, som benytter forskellige metoder og/eller perioder i de to regnskaber. Hvis et aktiv afskrives hurtigere i skatteregnskabet end i årsregnskabet, vil den skattepligtige indkomst i de første år (isoleret set) være mindre end den regnskabsmæssige, mens det modsatte er tilfældes sidst i aktivets levetid. Dermed vil også skattebetalingen i første omgang blive mindre for sidst i forløbet at blive større. Forskellen udgøres af årets udskudte skat.

## Regnskabsmæssig behandling
For tidsmæssige afvigelser medtages skat i resultatopgørelsen som om skatteregnskabet havde benyttet samme kriterier som årsregnskabets resultatopgørelse. Den beregnede skat deles i to dele; pålignet skat og udskudt skat af årets resultat. Permanente afgivelser kan medføre, at den beregnede skat ikke svarer til hvad man umiddelbart ville komme frem til.
I balancen medtages den pålignede skat under kortfristet gæld (fremmedkapital), mens den udskudte skat medtages under hensættelser.
Ud fra en going concern-betragtning vil virksomheden ved den fortsatte drift vedblive med at generere udskudt skat, hvorfor forpligtelsen aldrig vil belaste virksomheden økonomisk. Konsekvensen heraf er, at udskudt skat ikke medtages hverken i resultatopgørelse eller balance. Denne betragtning anses for teoretisk og har vistnok ingen praktisk anvendelse.

## Ændring af skatteregler eller -satser
Ved ændring af skatteregler eller -satser vil den udskudte skat kunne ændres. Ved resultatorienteret regnskabsaflæggelse vil fokus være på årets resultat, mens ændringen vedrører tidligere år og føres direkte på balancen. Ved balanceorienteret regnskabsaflæggelse lægges vægten i stedet på, at balancen skal udvise formuestillingen, mens resultatopgørelsen skal forklare ændringen heri; da medtages ændringen i resultatopgørelsen.